# Prionus laticollis
Prionus laticollis là một loài bọ cánh cứng trong họ Cerambycidae.